# 岐阜県立大学
岐阜県立大学（ぎふけんりつだいがく、公用語表記: 岐阜県立大学）は、岐阜県に本部を置いていた日本の公立大学である。1949年に設置され、1964年に廃止された。
「岐阜医工科大学」 として創立後、1950年3月に改称した。1954年3月の工学部廃止 （国立岐阜大学への移管の結果） により医学部のみとなり、同年5月 「岐阜県立医科大学」 と改称した （旧制時代の名称に復帰）。
改称後 （および旧制時代） の岐阜県立医科大学については、同項記事を参照。

## 概要
学制改革に際し、岐阜県内の旧制高等教育機関はそれぞれ設置者別に新制大学を設立することになり、官立 （国立） 学校は岐阜大学に、市立学校は岐阜薬科大学および岐阜短期大学に、そして県立学校は岐阜医工科大学に移行した。
1949年、岐阜県立 「岐阜医工科大学」 は、旧制岐阜県立医科大学 （および前身の旧制岐阜県立女子医学専門学校）・旧制岐阜工業専門学校を包括して設立された。医学部・工学部が設置されたが、医学部の実際の発足は、「岐阜県立大学」 への改称後である （旧制1950年、新制1952年）。
1952年4月、工学部は国に移管されて岐阜大学工学部となり、岐阜県立大学工学部は 1954年3月に移管完了し廃止された。岐阜県立大学には医学部 （および旧制岐阜県立医科大学） のみが残り、1954年5月に 「岐阜県立医科大学」 と改称 （復称） したが、1964年4月に国に移管され、岐阜大学医学部となった。

## 沿革

### 岐阜医工科大学時代
- 1949年2月21日： 岐阜医工科大学設置認可 （文部省告示第42号）。
  - 医学部・工学部を設置。但し、医学部の実際の発足は旧制1950年・新制1952年。
  - 工学部に土木工学科・機械工学科・繊維工学科・工業化学科を設置。
  - 工学部附属施設として、繊維工業研究室・化学工業研究室 （以上、岐阜県工業試験所内）・金属研究室 （県金属試験場内）・陶磁器研究室 （県陶磁器試験場内） を設置。
- 1949年4月： 開学。
  - 岐阜県立女子医学専門学校附属病院を岐阜医工科大学岐阜県立女子医学専門学校附属病院と改称。
- 1949年5月10日： 工学部第1回入学式。
- 1949年5月31日： 岐阜医工科大学学則制定 （岐阜県規則第30号）。
- 1949年7月8日： 開学式挙行。

### 岐阜県立大学時代
- 1950年3月31日： 岐阜県立大学と改称。
  - 4月1日改称認可、5月6日付岐阜県告示第199号で 3月31日に遡及して改称。
  - 岐阜医工科大学岐阜県立女子医学専門学校附属病院を岐阜県立大学医学部附属病院と改称。
- 1951年3月31日： 岐阜県立大学岐阜工業専門学校 （旧制）、廃止。
- 1951年12月4日： 岐阜県議会、工学部の国立移管に関する意見書を可決。
  - 県費負担が重く、岐阜県出身学生の割合が低かったため、国に移管することとなった。
- 1951年12月29日： 政府閣議で国立移管決定。
  - 当初案では、在学生は県立大学に残置 （新入生のみ国立岐阜大学所属）。
- 1952年2月20日： 医学部設置認可 （4月開設）。
- 1952年3月9日： 工学部学生自治会、在学生の岐阜大学移籍を要望し、認められる。
- 1952年3月31日： 工学部が国立移管され、岐阜大学工学部となる （法律第22号）。
  - 4月1日発足。土木工学科・機械工学科・繊維工学科・工業化学科を設置。
- 1954年3月： 移管完了し、岐阜県立大学工学部廃止 （医学部のみとなる）。
- 1954年5月： 岐阜県立医科大学と改称。
  - 岐阜県立大学医学部附属病院を岐阜県立医科大学附属病院と改称。

- 以下、岐阜県立医科大学を参照。

## 歴代学長
岐阜県立医科大学#歴代校長・学長を参照。

## 校地
校舎
旧制前身校の校地をそれぞれ引き継ぎ、統一キャンパスを持たなかった。工学部は旧制岐阜工専校地 （岐阜県羽島郡笠松町常盤町1700番地、現・岐阜県立岐阜工業高等学校） を使用し、本部・医学部は旧制岐阜県立医科大学校地 （岐阜市北野町1番地） を使用した。
工学部は 1952年4月に国立岐阜大学工学部となり、当初は笠松校地を使用したが、1954年9月に稲葉郡那加町 （現・各務原市那加門前町） の農学部キャンパスに移転。さらに、1981年10月に現在の岐阜市柳戸地区に統合移転した。
医学部校地の変遷については、岐阜県立医科大学を参照。
附属病院
前身の旧制県立女子医専附属病院 （岐阜市司町、元・岐阜県病院） を附属病院として引き継いだ。司町地区は 2004年6月まで岐阜大学医学部附属病院として使用された。

## 関連書籍
- 作道好男・作道克彦（編）　『岐阜大学工学部史』　教育文化出版教育科学研究所、1984年10月。